# Щур, Феодосий Андреевич
Феодо́сий Андре́евич Щур (9 февраля 1915 года — 17 апреля 1954 года) — участник Великой Отечественной войны, Герой Советского Союза.

## Биография
Родился 9 февраля 1915 года в селе Малиновка Александрийского уезда Херсонской губернии (ныне в Кировоградской области Украины). Украинец.
Работал на шахте в Макеевке. В 1938 году призван на военную службу в Красную армию.

### В годы Великой Отечественной войны
Участник Великой Отечественной войны с 1942 года.
Помощник командира взвода 244-го гвардейского стрелкового полка 3-го Украинского фронта. Отличился при освобождении Запорожья 14 октября 1943 года.

### Мирное время
После освобождения в запас, работал на металлургическом заводе в Макеевке, на шахте в Копейске.
17 апреля 1954 года погиб при ликвидации аварии в шахте. Похоронен в Копейске.

## Награды
Указом Президиума Верховного Совета СССР от 22 февраля 1944 год присвоено звание Героя Советского Союза с вручением ордена Ленина и медали «Золотая Звезда» № 2665.